# Pagar Negara
Pagar Negara is een bestuurslaag in het regentschap Lahat van de provincie Zuid-Sumatra, Indonesië. Pagar Negara telt 1148 inwoners (volkstelling 2010).